# Gare de Joncels
La gare de Joncels est une gare ferroviaire française de la ligne de Béziers à Neussargues, située sur le territoire de la commune de Joncels, dans le département de l'Hérault en région Occitanie.
Elle est mise en service en 1876 par la compagnie des chemins de fer du Midi, elle est fermée au XXe siècle.

## Situation ferroviaire
Établie à 373 mètres d'altitude, la gare de Joncels est située au point kilométrique (PK) 490,153 de la ligne de Béziers à Neussargues, entre les gares de Lunas et des Cabrils.
En face du quai, au PK 490,077 est située la sous-station 1,5 kV de Joncels.

## Histoire
À la demande de la commune et du conseil général du département la compagnie des chemins de fer du Midi met en service une halte à Joncels en 1876. Au mois d'août de cette même année la compagnie rend pérenne son existence du fait de résultats d'exploitation satisfaisants.
Le décret du 13 novembre 1899, approuve le projet d'« agrandissement de la halte en vue de l'ouverture au service des voyageurs avec bagages et des messageries ». Ces travaux, qui consistent notamment à agrandir la maison de garde-barrière, sont terminés en 1900, avant le mois d'août.
Le 15 janvier 1912, le ministre des travaux publics adresse un courrier au préfet à la suite du vœu du conseil général pour la transformation de la halte en gare ouverte à la petite vitesse. Il indique qu'il ne pourra donner une suite positive à cette demande car la compagnie du Midi lui a indiqué qu'elle avait envisagé de créer une gare de mouvement à Joncels mais qu'elle avait renoncé du fait du profil difficile de la ligne et du palier très court sur lequel se situe la halte. Les dépenses pour l'élargissement de la plateforme et un remaniement du profil pour établir une voie d'évitement engendreraient une dépense trop importante par rapport aux avantages qu'en tirerait la commune.
La sous-station électrique est implantée en 1931 lors de l'électrification de la ligne.

## Service des voyageurs
Gare fermée.

## Patrimoine ferroviaire
L'ancien bâtiment voyageurs est réaffecté en domicile privé.